# Felsritzungen vom Helgaberget
Die Felsritzungen vom Helgaberget (norwegisch Helgaberget Helleristninger) sind Petroglyphen in der Fylke Vestland in Norwegen.
Der Name „Helgaberget“ bedeutet im Altnorwegischen etwa „heiliger Felsen“. Der kleine Fels befindet sich auf der Terrasse Stødle, auf der auch ein zerstörter Grabhügel liegt. Der Name könnte schon von 1000 v. Chr. stammen.
Der Fels ist komplett mit Ritzungen bedeckt und könnte ein Ritualplatz der Bronzezeit sein. Basierend auf dem Design unterscheiden die Archäologen zwischen Ritzungen der Jäger und Sammler und denen der Ackerbauern. Die Schnitzereien am Helgaberget gehören zu der Art, die man in Norwegen Schnitzereien der Landwirtschaft nennt:
Schälchen, Sonnensymbole und Spiralmuster dominieren den Ort. Es gibt keine Fußsohlen-, Menschen- oder Tierdarstellungen oder Schiffszeichnungen, die sonst bei norwegischen Ritzungen aus der Bronzezeit üblich sind. Was die Unterschiede in der Motivwahl verursacht hat, ist unklar. Auf dem Helgaberget dominieren kleine schüsselförmige Gruben mit einem Durchmesser von 3,0 bis 10,0 cm. Mindestens 270 sind bar. Darüber hinaus gibt es einige ringförmige Symbole. Hier gibt es 23 Kreissymbole verschiedenster Art. Einige sind wie Speichenräder, andere sind als konzentrische Kreise mit einem Schälchen in der Mitte geformt. Rund 20 Figuren sind oval oder U-förmig.
Helgaberget befindet sich in einer ungewöhnlich reichen Umgebung mit Funden aus der Bronzezeit. Es gab mehrere Grabhügel, und ein paar hundert Meter nordöstlich der Schnitzereien wurde eine Bronzekette gefunden. In der Nähe stehen der Bautastein von Gjerde und der Bautastein auf dem Kyrkjehaugen.